# Made in Heaven (film 1921)
Made in Heaven è un film muto del 1921 diretto da Victor Schertzinger.

## Trama
William Lowry, un immigrato irlandese, salva da un incendio Claudia Royce. Parlando con la ragazza, viene a sapere che i suoi vogliono costringerla a sposarsi con il ricco Leland, un uomo che lei non ama. William, allora, le propone un matrimonio di convenienza con lui in modo da sottrarre la giovane all'odioso legame con Leland. Lei accetta ma poco tempo dopo, si innamora di Davidge. Quando chiede a William il divorzio, lui rifiuta. Il giovane fa fortuna brevettando un palo per le caserme dei vigili del fuoco e, con i soldi guadagnati, compera una casa per Claudia. La donna, allora, si rende conto che il marito è innamorato di lei e che anche lei lo ama. Il loro si trasforma adesso in un vero matrimonio.

## Produzione
La Goldwyn Pictures Corporation produsse il film la cui lavorazione iniziò nel gennaio 1921.

## Distribuzione
Il copyright del film, richiesto dalla Goldwyn Pictures Corp., fu registrato il 17 aprile 1921 con il numero LP16546.
Il film uscì nelle sale cinematografiche statunitensi nel maggio 1921.
Non si conoscono copie ancora esistenti della pellicola che viene considerata presumibilmente perduta.